# Macropsis deviridis
Macropsis deviridis är en insektsart som beskrevs av Hamilton 1983. Macropsis deviridis ingår i släktet Macropsis och familjen dvärgstritar. Inga underarter finns listade i Catalogue of Life.